# Reseda pentagyna
Reseda pentagyna är en resedaväxtart som beskrevs av Abdallah och A.G. Miller. Reseda pentagyna ingår i släktet resedor, och familjen resedaväxter. Inga underarter finns listade i Catalogue of Life.